# Suka Damai (Lauser)
Suka Damai is een bestuurslaag in het regentschap Aceh Tenggara van de provincie Atjeh, Indonesië. Suka Damai telt 89 inwoners (volkstelling 2010).